# Aupark
Aupark je slovenská síť obchodních center, která v současné době expanduje také do České republiky.

## Historie
První centrum bylo otevřeno na podzim roku 2001 v Bratislavě. V roce 2010 byly otevřeny centra v Piešťanech a v Žilině, v roce 2011 v Košicích. Dne 11. listopadu 2016 bylo otevřeno nové centrum v Hradci Králové. V letech 2008–2018 bylo připravováno také brněnské centrum, od jehož výstavby ale developer nakonec upustil.

## Seznam center
- Bratislava – Aupark (Bratislava)
- Piešťany – Aupark (Piešťany)
- Košice – Aupark (Košice)
- Žilina – Aupark (Žilina)
- Hradec Králové – Aupark (Hradec Králové)